# Музична культура Північної Македонії

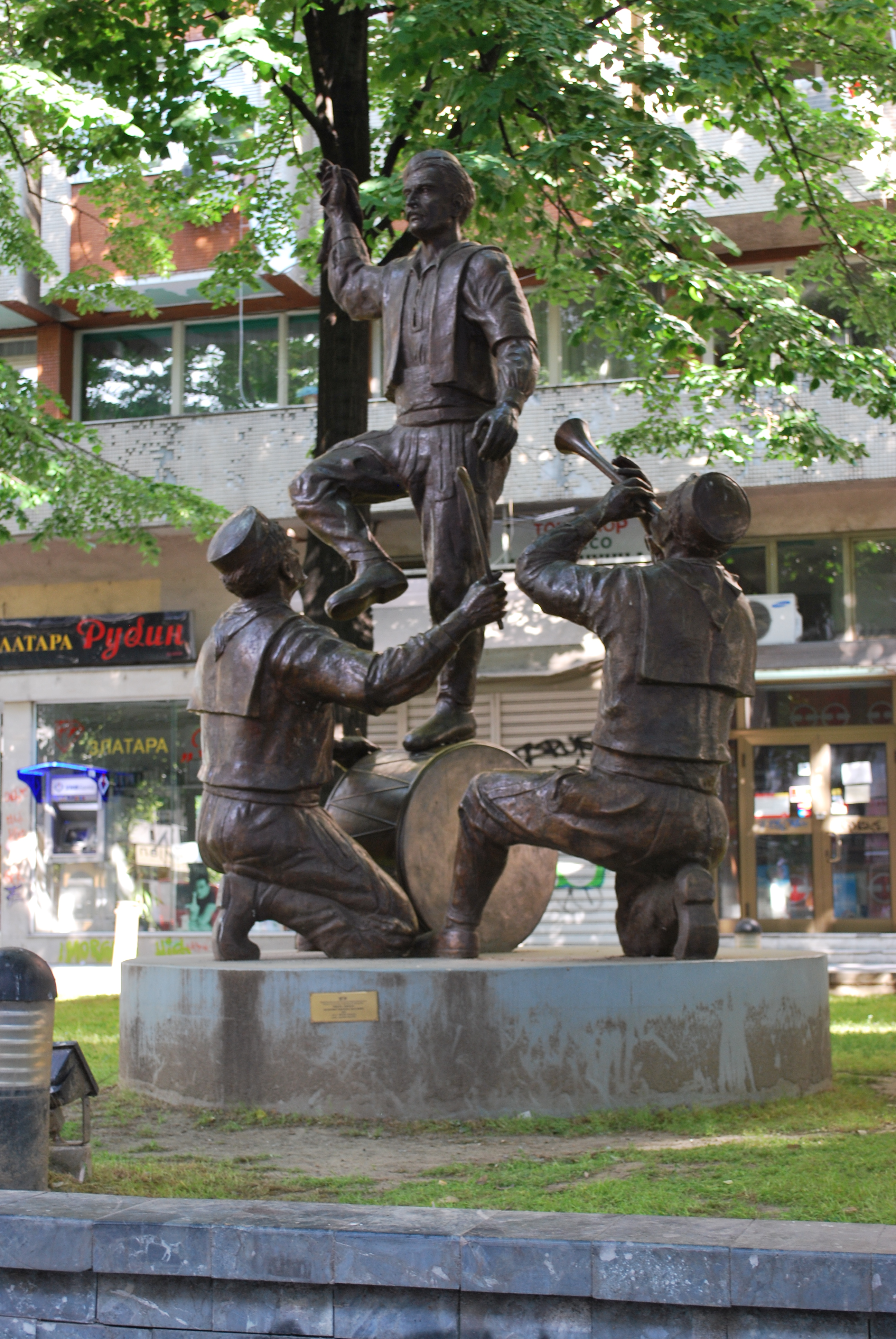
Увіковічнений у бронзі македонський танок «Тежкото-оро» і народні музики

Музична культура Північної Македонії репрезентує музичні смаки, устої і набутки мешканців сучасної Північної Македонії та їх історичних попередників. Характеризується розмаїттям музичних стилів та притаманними спільноті лише цієї території етнічними народними мотивами. Становить важливий компонент національної культури Північної Македонії, спільне духовне надбанням всіх етнічних груп країни.
Музика Північної Македонії близька із сусідніми Балканськими музичними культурами, історично пов'язаними, особливо в епоху Візантійської і Османської імперій і наступними періодами Болгарської та Югославської експансій. Увібравши в себе різні культурні та музичні звичаї, виробився музичний колорит, яскраво виражений і в народній, і в академічній, і в сучасній музиці Північної Македонії.
Північна Македонія має розгалужену мережу музично-культурних закладів, у країні розвивається індустрія розваг та музики.

## Історія появи та становлення
Сучасні культурологи Північної Македонії ведуть відлік македонської музичної культури з доеллінських часів. Через віки слов'янські впливи наклалися на епоху раннього християнства з візантійськими літургійними піснеспівами. Потім настали часи східного — османського впливу, коли християнські звичаї переслідувалися, а мусульманські насаджувалися. Тоді ж македонським краєм переміщалися цілі етноси-народи, і все це перемішувалося, формуючи своєрідну, притаманну македонцям, музику та культуру — замішану на релігійних та етнічних устоях. Загальноєвропейська доба національного самоусвідомлення, ΧΙΧ-ΧΧ століття, спричинили до вибуху патріотичних мотивів у музиці Македонії. В часи існування Югославії музична культура македонців ще більше розквітла, підкріплена досягненнями науково-технічного прогресу: з'явилися численні музичні та етнічні колективи, відкривалися будинки культури, фільмувалися, архівувалися взірці народного і сучасного музичного мистецтва. Незважаючи на незначну ідеологічну складову (соціалізм) завдяки такому плідному періоду вдалося викристалізувати сучасну македонську музичну культуру — багатонаціонального співтовариства, в якій змішалися музичні тони більш як трьох тисячоліть існування людської цивілізації на теренах сучасної Північної Македонії.
Стисла хронологія появи та становлення (культурогенезу) сучасної музичної культури Північної Македонії:
- VI—I століття до нашої ери — перші згадки про музичну культуру мешканців Македонії як історичного регіону;
- I—V століття нашої ери — епоха античної музики та римської музичної культури серед мешканців Македонії; віднайдені скульптури та розписи під час археологічних розкопок, пов'язані з обрядовими та побутовими сценами[7];
- IV—IX століття — перехід від обрядової до духовно-релігійної музики, спричинений становленням християнства на теренах Македонії; завдяки діянням святих Кирила і Мефодія та їх послідовників;
- IX—ΧIV століття — подальше поширення релігійно-духовної музики та поява перших світських музик; поява богомілів (послідовників поєднання світських обрядів та релігійних), перші маріонеткові театри та розселення краєм інших, відмінних від македонців, культур і етносів (албанців, турків, арумунів, сербів…)[8];
- ΧIV—ΧIΧ століття — турецько-османська[9] експансія і поява мусульманської музичної культури; повернення світської музики, яку толерували мусульманські загарбники, понижуючи статус та поширення християнської духовної традиції, подальше перемішування етносів-народів.
- ΧIΧ—ΧΧ століття — епоха національного відродження і становлення національної літератури та культури і її складової — музики.
- початок ΧΧ століття — болгарське й елінське розмежування, тривалі процеси культурного відусоблення.
- з середини ΧΧ століття — часи югославської злуки, різке зростання культурно-музичних проектів; поява Симфонічного оркестру, Театру македонської опери та балету, опери, різних македонських музичних жанрів та шкіл і поширення македонської музики на телебаченні та радіо, підтримка музичних процесів зі сторони урядовців та суспільства.
- кінець ΧΧ століття — незалежність Північної Македонії і повноцінність македонської музичної культури, вихід її за межі Балкан; популяризація музики й подальша її державна та приватна підтримка.

## Витоки

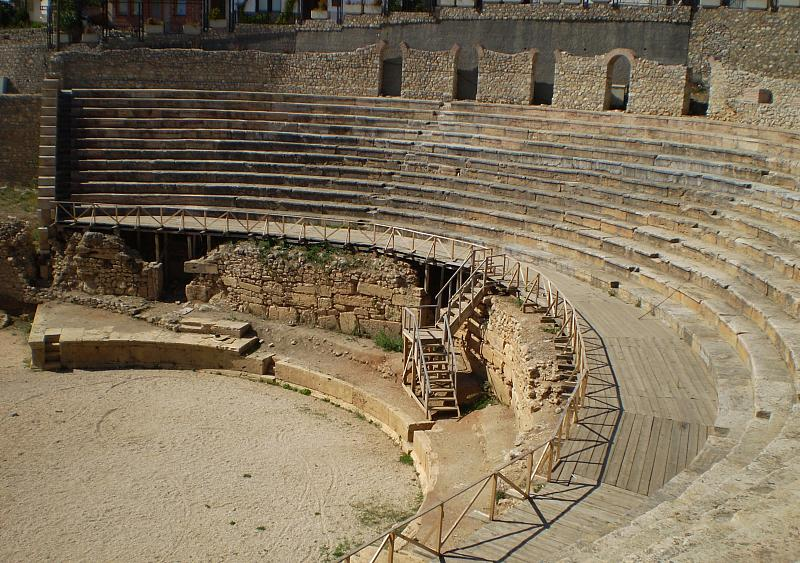
Тут зароджувалася музична культура Македонії. Амфітеатр в Охриді

Завдяки численним історичним артефактам, що були віднайдені під час археологічних розкопок і завдяки збереженим: кам'яним скульптурам, предметам, картинам, барельєфам та настінному розпису, вчені дійшли висновку — про наявність музичної складової в мистецтві жителів тогочасної Македонії. Через художнє вираження танцювально-обрядових елементів, музичних інструментів, в елементах розпису: зброї, кераміці, архітектурних спорудах — можна припустити, про значне багатство тонів, мелодій і ритмів, які були поширені серед населення цієї географічній області.
Характерні взірці таких елементів можна побачити на бронзовій статуї в тетовській Менаді (що відповідає VI століттю до нашої ери), тут чітко проглядаються хореографічні рухи. Крім того, про культ музики в народі вчені дізнаються і в подальших віднайдених артефактах: «Муза з лірою» (I ст. до н. е.) на розкопках древнього міста Стоби; теракотова фігурка «Свірач на лірі» (Свірач — в перекладі «музикант»); «Кавал-свірка» віднайдена в Охриді (зроблена на кістці в епоху Римської імперії); «Панич з кавал-свіркою» — бронзова статуетка віднайдена в Бітолі (III століття нашої ери). Саме такі мистецькі та побутові свідчення дали привід називати античну епоху — витоками музичної культури Македонії.

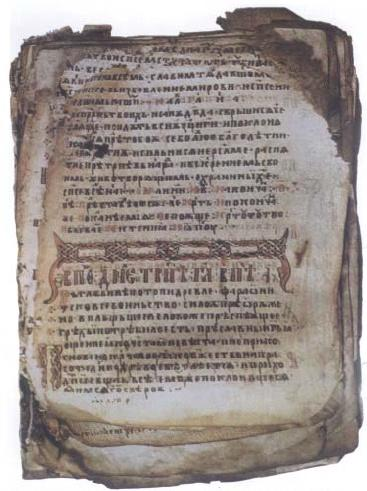
Древній македонський манускрипт «Бітольський Тріод»

Другим джерелом музичної культури македонців стала обрядовість і вірування ранніх християн, які впродовж IV—X століть стали головним рушієм македонського суспільства. Коли найкращі їх представники — брати Кирило і Мефодій із Салонік, разом зі своїми учнями-послідовниками: Наумом Охридським, Климентом Охридським зуміли адаптувати з латиниці на слов'янські мови значну частину християнських обрядів і вірувань, завдяки чому ті швидше поширилися серед простого народу і, поєднавшись із давніми віруваннями й обрядами, набули дивовижних мистецьких форм під час літургійних чи обрядових дійств. Особливо вирізнялися літургії і піснеспіви, які наспівувалися у Великдень і П'ятидесятницю. А згодом дана манера співу і музики перейшла й на світські твори, чому сприяло масштабне поширення християнства по всіх закутках македонського краю.

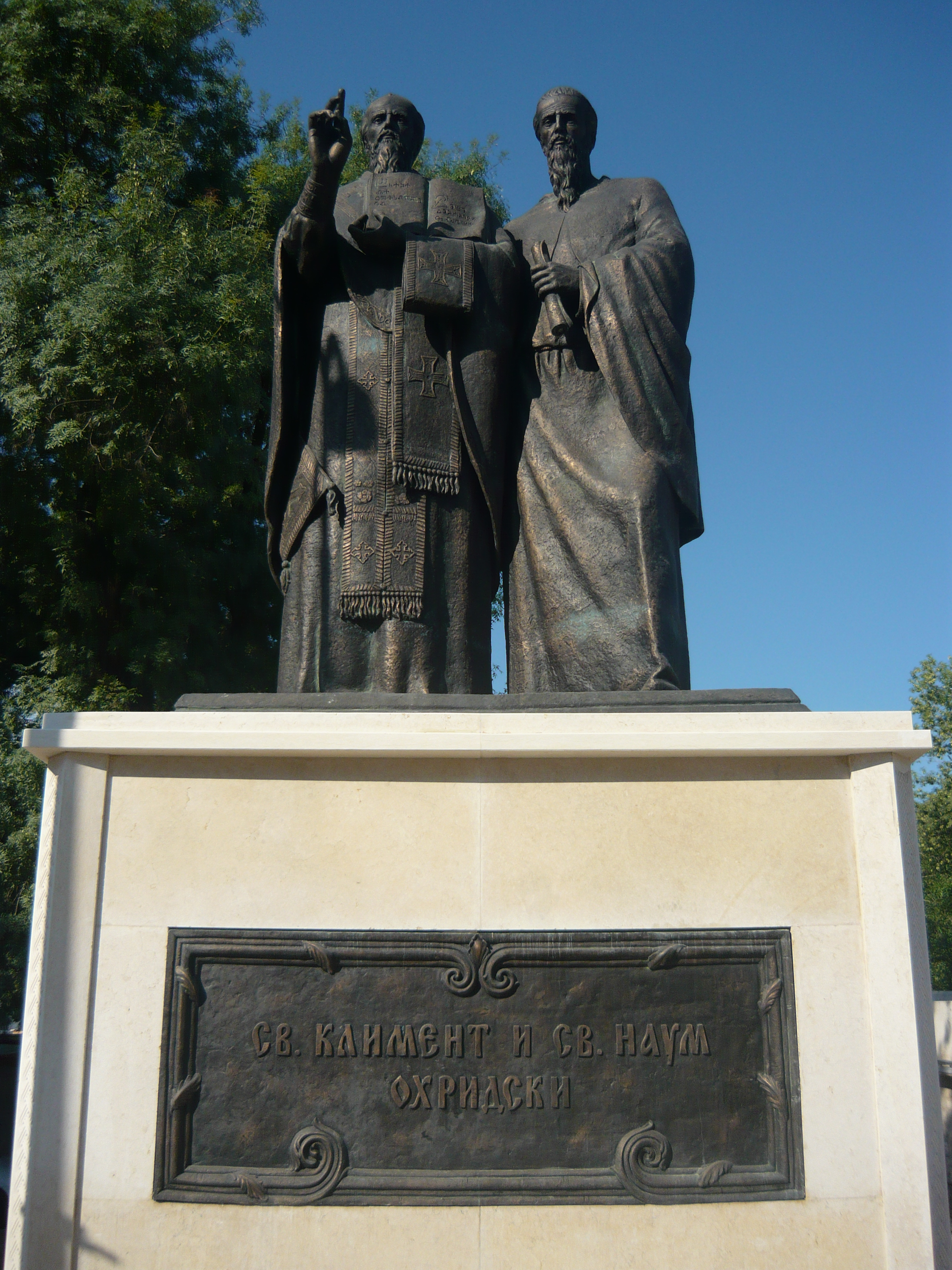
Святі Наум і Климент Охридські зі своїми учнями

Незважаючи, що багацько давніх обрядів та явищ повільно, але таки пристосовувалися до потреб церкви, але ще чимало років-віків довелося християнам адаптовувати духовні залишки язичницьких часів. І навіть в найреакційніші часи панування церкви та духівництва не вдалося цього добитися, що підтвердив один із знакових болгарських церковників-письменників — Козьма Пресвітер (який жив в середині десятого і на початку одинадцятого століття) у своєму «Слові супроти богомілів» («Беседа против Богомилите» — богоміли виступали за поєднання з простим людом, його побутом, супроти феодалів, церковної знаті і їх догм, сповідуючи аскетизм і жертовність, вселенську любов та відкидаючи матеріальні блага). Пресвітер Козьма відзначав: «Я не можу вважати християнами тих, хто грає на арфі, забавляється в ігри і вживає демонічного напою, співає пісні — так вони зустрічають, увірують у те, продовжуючи вчення сатани». Ці слова є підтвердженням того, що всотані віками і поколіннями народні звичаї та устої вистояли і залишилися у народній пам'яті та звичках, це символізувало: наскільки значущою для людини була музика і яке чільне місце займала вона в їхньому житті. А наочним підтвердженням живучості народних музичних традицій можна побачити в раритетному «Бітольському Тріоді» (написаному в XII столітті), а також на фресках Слепченського монастиря, де можна розгледіти окремих осіб та цілі груп музикантів, дударів та народні веселощі. Таким чином, музичні архаїзми, яких, зазвичай, не можна було почути в церковних співах, залишилися в народній обрядовості та звичаях і стали міцними підвалинами в подальшому розквіті музичної культури македонців.

## Народна, традиційна музика
На теренах Північної Македонії великого поширення набула народна музика, як сільської так і міської традицій, і включає в себе пісні, танці: ліричні, епічні, побутові, обрядові, весільні і, навіть, жартівливі пісні, а ще хороводи «Oro», циганські наспіви, старий міський стиль чалгії (Čalgija) та інші народні музичні форми. Колорит і різнобарв'я, народного фольклору Македонії, досягається завдяки взаємовпливам всіх етнічних груп, що населяють Македонію — слов'ян, албанців, циган, турків, греків, болгар, арумунів, сербів.

### Особливості народної музики

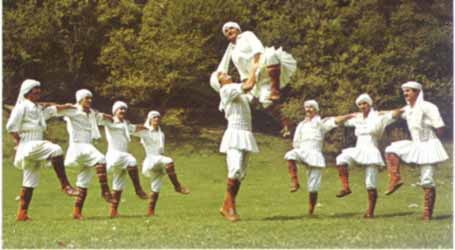
Осоговське оро

Музика балканських країн відрізняється складними ритмами, і македонська зокрема: самобутня і своєрідна по колориту. Її характерні риси: багатство ритміки і метрики, гнучкість мелодики, свобода архітектоніки.
В основі македонської музики закладена діатонічність. Хоча, і пентатоніка десь-не-десь та проявляється — особливо в південних і південно-східних районах країни. Як і характерні прояви Східної музики (здебільшого турецької), особливо у вживанні традиційних інструментів у музиці македонських містечок (характерні чалгії) і невеликих гірських поселень.
Для народних наспівів типовим є інтервал великої і малої секунд. Наприклад, пісня «Помниш ли, либе Тодоро» характеризується розміром 22/16 з групуванням 2+2+3+2+2+3+2+2+2+2, що розбиває такт на два півтакти: 11=2+2+3+2+2 і 11=3+2+2+2+2. Для досягнення більшої експресії музиканти (особливо зі старших шкіл) застосовують характерне розтягнення окремих долей. Відтак, македонська музика — багатство і різнорідність ритму, специфічність і різноманітність метричних груп (форм), в якій поєднуються дві основні метричні групи: такти першої діляться на рівні ритмічні долі, такти другої — на нерівні. До першої групи належать наступні тактові структури: 2/4 (2/8), 3/4 (3/8), 4/4 (4/8) і 6/4 (6/8).
У Македонії популярним є інструментальне музикування, адже грою на музичних інструментах супроводжують: спів, танці, виконуються сольні пісенні наспіви. Дуже популярним явищем в країні є ансамблі та Оркестри народних інструментів, в яких обов'язково грають на кларнеті або саксофоні, ударних, бас-гітарі, акордеоні та гітарі, іноді з сучасними синтезаторами і драм-машинами. Ці оркестри дуже популярні; в них грають, як аматори так і музиканти-віртуози, серед яких найвідоміші: акордеоніст Скендер Амет, кларнетист Мирослав Бусиновський.
Чалгія (Čalgija) традиційний міський музичний стиль, в ньому беруть участь виконавці, що грають на тапані чи тарабуці, зурлі або шупелці й тамбурі або ж скрипці. Хоча сучасні музиканти поновили стиль чалгія, надавши йому більш сучасних форм у поєднанні з класичними версіями. Відомий чалгія-виконавець Тале Огнєновський, визнаний у світі віртуоз, який грає більш як на 10-и музичних інструментах і виступав з відомими у світі музикантами.

### Народні інструменти

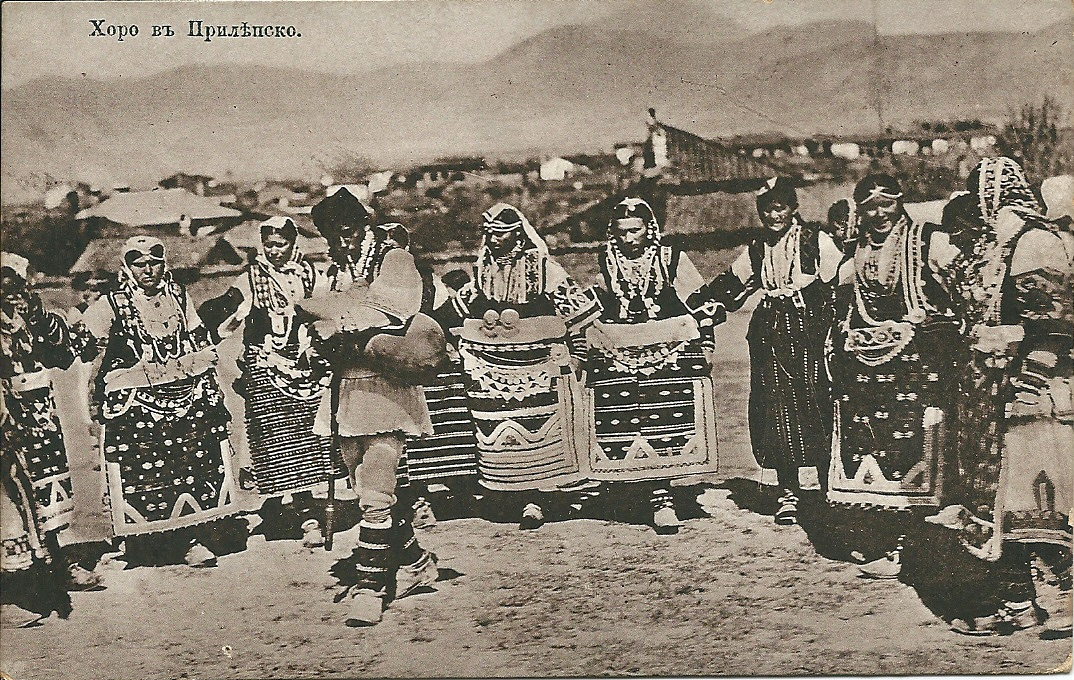
Давній гайда-музика

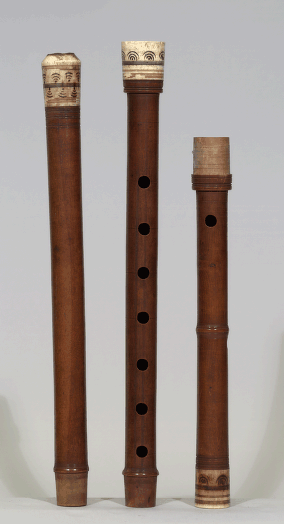
Звичний у Македонії — Кавал

Ключовим фактором популярності народних музик стало використання ними великого арсеналу народних музичних інструментів, декотрі з яких притаманні лише для македонських етнічних груп, а інші адаптовані саме під македонську музичну традицію. Різноманітність музичних інструментів досягається: ударними — тапан, тапанице, дарбука, дайре; духовими — шупелка, зурла, кавал, кавал-дудук, двійна слагара, грієта (флейта); струнно-смичковими — гусле (чемене), кара дужен, ут, канон; щипковими — тамбура-шаракіє. Зрештою, найпопулярнішими вважаються — зурла, тапан і гайда.
- Гайда (гајда) — македонський музичний духовий інструмент, зроблений з козячої шкіри, підвид волинок, споріднений з українськими козою та дудою;
- Шупелка (шупелка) — мала флейта;
- Кемане (кемане) — триструнна скрипка Кеменче;
- Тамбура (тамбура) — струнний щипковий інструмент, споріднений з мандоліною, балалайкою;
- Зурла (зурла) — музичний духовий інструмент-ріжок з тростини, підвид Туйдука;
- Тапан (тапан) — циліндричний барабан;
- Кавал (кавал) — діатонічний музичний духовий інструмент, довга дерев'яна флейта пастушків;
- Гармоніка (хармоника) — македонський вид акордеона.

### Народні, фольк-колективи

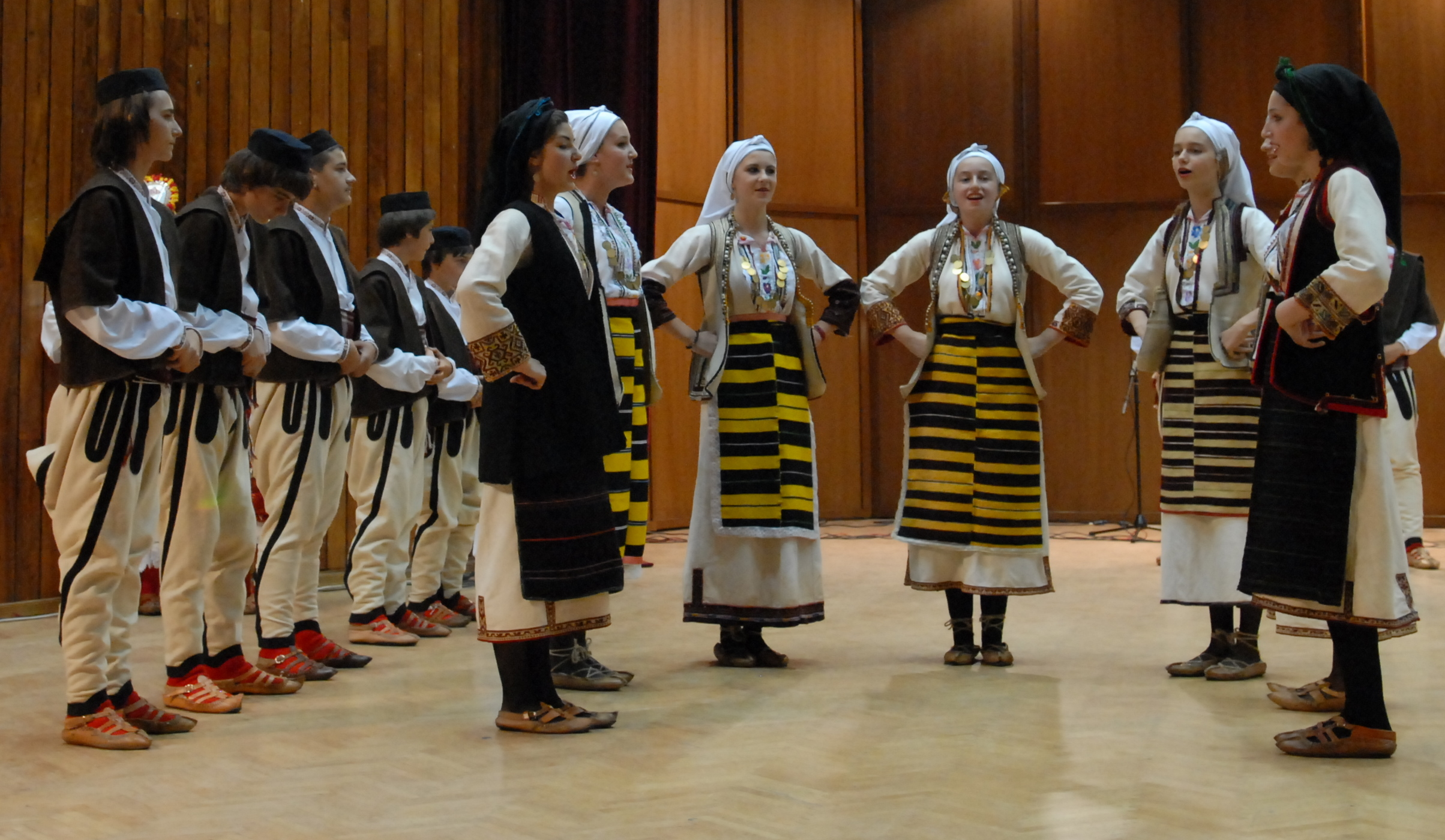
Народний музично-танцювальний колектив

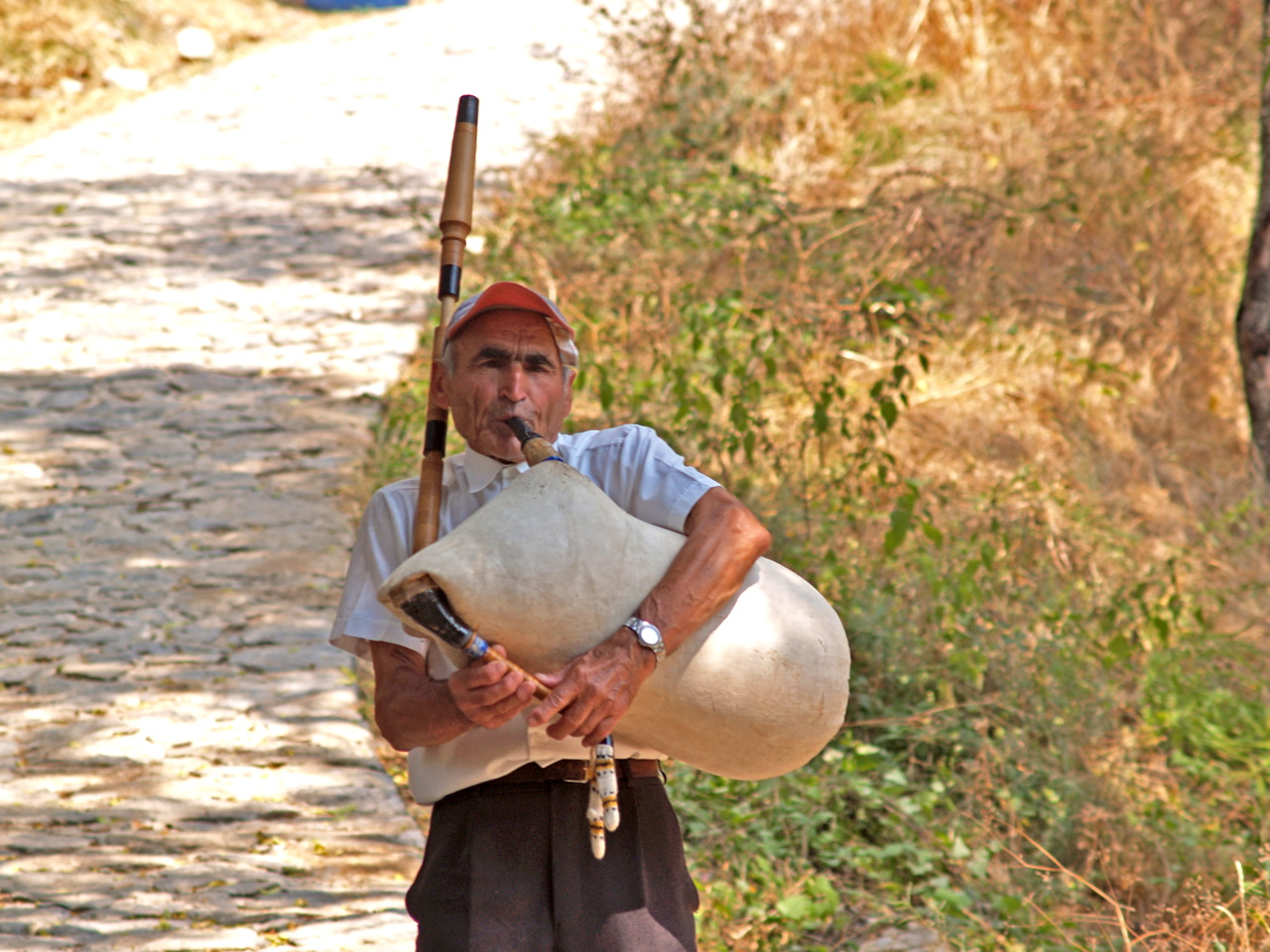
Сучасна гра на гайді

Ще до середини XX століття більшість музичних колективів, які грали народну, фольклорну музику вважалися аматорськими і, незважаючи на їх часті виступи, мало хто з виконавців доводив своє музичне мистецтво до професійного рівня. Ці народні самородки грали музику в своє задоволення та на радість оточуючих слухачів. З приходом ери інформаційних технологій зросла затребуваність музикантів у різних сферах: концертах, фестивалях, на радіо, на телебаченні. Відтак зростали вимоги до професійного статусу народних музикантів. І уже з середини ΧΧ століття почали виділятися, своєю грою, більш вправні музиканти і музичні колективи. А невдовзі, таки, відбулося розмежування на професійні музичні колективи та аматорські групи; одні й інші грали народну музику македонських етносів (македонців, албанців, турків, ромів, арумунів) — тільки професійні колективи були уже закріплені за Будинками культури, театрами, телебаченням чи радіостанціями. А серед тих колективів вирізнялися своєю майстерністю музичні віртуози — високої майстерності музиканти-співаки: Олександр Сарієвський, Йонче Хрістовський, Добрі Ставревський, Тале Огнєновський, Скендер Амет, Горан Алачкі, Мирослав Бусиновський.
Ближче до кінця ΧΧ століття значна частина виконавців популярної музики почала поглядати в сторону народної музики, черпаючи в ній свої музичні та поетичні мотиви і, час від часу, можна було почути обробки народної музики та пісень в популярному викладі: більш спрощеному, або ж ускладненому різними оркестровками. В часі національного самоусвідомлення (розпаду Югославії і Балканських воєн) — місцеві поп-виконавці ще більше навернулися до народної музики: пишучи й укладаючи збірки народної музики, співаючи народних пісень, виступаючи на фестивалях та в телевізійних програмах, пов'язаних з народною музикою. Так і повелося, що виконання народної музики стало дуже почесним в македонському суспільстві та серед його найкращих музично-співучих представників: Elena Georgieva, Suzana Spasovska, Mitre Mitrevski, Efto Pupinovski, Vojo Stojanovski, Orce Stefkovski, Blagica Pavlovska, Dragan Vučić, Zoran Vanev, Vaska Ilieva. А за ними й нова генерація молодих виконавців підтягнулася: Blagojce Stojanovski-TUSE, Sonja Tarculovska, Elena Velevska, Jasmina Mukaetova, Aneta Nakovska, Pane Panev, добавляючи уже своїх, модернових, мотивів та адаптацій в народну музику Македонії.
З такою великою кількістю колективів і виконавців народної музики Македонія потребувала майданчиків їх презентування. Одним сектором репрезентації народної музики стало телебачення та радіо — трансляції та відеозаписи концертів і окремих виступів народних музик займають левову частку ефірного часу місцевих засобів інформації. Але народна музика вимагає найбільш професійно та якісно представлення — тому прислуговуються фестивалі народної музики, серед яких найпопулярніші: «Фольк-фест у Валандово» (Folk fest Valandovo) в Валандово, «Серенада на Широкому полі» (Serenada па Sirok Sokak) в Бітолі, «Цвєтніці» (Cvetnici) в Скоп'є, «Охридські трубадури — Охрид-Фест» (Ohridski trubaduri — Ohrid Fest) в Охриді та інші фестивалі, карнавали, святка.

### Традиційна македонська музика в діаспорі
Народну, фольк-музику Македонії можна почути і в інших країнах світу. Маючи спільну історію із більшістю балканських країн, македонські виконавці виконують свої твори під час гастролей по сусіднім країнам. Частина виконавців і груп з Балкан також використовують у своїх композиціях фольклорні мотиви з македонської музики. В місцях компактного проживання македонців чи їх значної кількості — вони самоорганізовуються та проводять свої культурні дійства, серед яких і етнічні фестивалі.
Водночас, в деяких країнах дальнього зарубіжжя існують македонські етнічні громади, вихідців з македонського краю (циган, албанців, сербів), які також несуть в собі музичну культуру Македонії. А невеличкі анклави македонської діаспори в США, Австралії, Канади, Німеччини — пропагують свою культуру та музику в своїх вечірніх школах, музичних аматорських колективах та під час етнічних фестивалів. В Мельбурні, серед численної кількості македонців були популярні національні традиційні вечори, які згодом перетворилися в масштабні дійства, їх вели гості з Македонії, або ж Волк Македонський (місцевий виконавець, популяризатор македонської культури).
Яскравим прикладом збереження і надбання македонської музики став фольк-музикант Костас Новакіс (Kostas Novakis), який проживає в Греції — її Македонській частині. Народившись в Кюфалія (Koufalia), що поблизу Салонік у центрі Грецької Македонії, він відносить себе до корінного македонська етносу і виконує традиційні етнічні мотиви македонської музики (які притаманні грецькій Македонії). Незважаючи на політичну напруженість у відносинах між Північною Македонією, з етнічними македонцями з одного боку, і Грецією, з іншого, Новакіс, разом з дружиною, випустив кілька компакт-дисків з народною музикою македонців. Свої композиції він збирав по усіх закутках Грецької Македонії — записував, опрацьовував, відновлював, ставив на музику і таким чином стали відомі світу: «Ogreala jasna zvezda», «Tri godini vreme bolna kako lezam», «Se svalila Mita dolu vo gradina», «Jano, Janovice, Levenoi mome», «Bog da go bie komshiceto», «Pesna za Ilinden», «Bukite razvevat».

## Класична музика
Класична музична культура Македонії має свої давні й багаті традиції. Ще починаючи з античних часів місцевий люд мав можливості спостерігати та слухати найкращі музичні взірці тієї епохи. А в часи раннього християнства Македонія стала фундаментом та рушієм класичної духовної музики — літургійні піснеспіви надовго осіли в традиції цього народу. А з утвердженням академічної музики у світі — македонці захопилися цим мистецтвом та постійно вдосконалюються у ньому.

### Релігійно-духовна музика

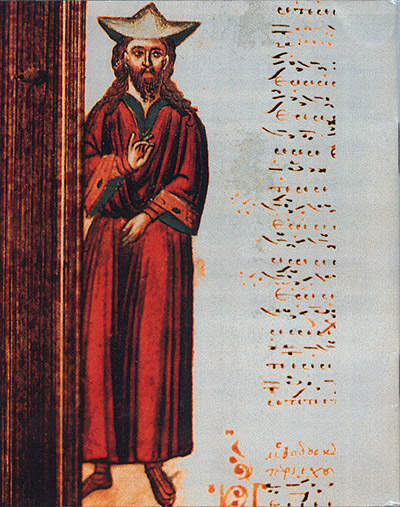
Святий Іоана Кукузеля — покровитель церковників-хористів

В часи зародження і домінування християнської культури на теренах Македонії поширилася традиція духовно-релігійної музики. Розвиваючись під сильним впливом візантійської церковної традиції, послідовники святих Кирила та Мефодія стали рушіями цього хорового піснеспіву. Відтак, в послідуючі віки, 3500 учнів Климента і Наума Охридських уже вивчалися музикування, адже музична освіта стала обов'язковою для відправлення служби божої в колі духовенства та його пастви. На додаток до розповсюдження літургій Православної Церкви, ще більше поширюється візантійська літургійно-музична культура по всій Македонії.

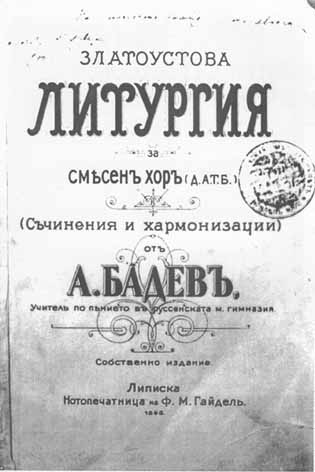

Як частина спадщини Климента, збереглися 14 грецьких рукописів, написаних у період між ΧΙ-м і ΧΙV-м століттях. «Болонський Псалтир», написаний на кирилиці в селі поблизу Охрида, десь в 1235 році. Серед найбільш відомих імен у візантійській церковній музиці був Іоан Кукузель (ΧΙV століття), реформатор православної церковної відправи, який народився в селі поблизу Дебара. Він потрапив у Константинополь, ще маленьким хлопчиком, щоб стати одним з найвидатніших особистостей того часу. Відомий як реформатор візантійського церковного співу; він виправляв і складав мелодії для церковних пісень, тропарів і кондаків та для всієї церковної служби, редагував тексти піснеспівів і писав свої власні твори. Та найбільш суттєвим його вкладом стало введення більш досконалої нотації, яка стала визначальною на віки (не даремно, що за ці його діяння церковні співаки-хористи шанують святого Іоана Кукузеля своїм покровителем). По собі, реформатор Кукузель залишив цілу музичну школу-плеяду наступників, які теж родом з Македонії: Йосип, Петро і Григорій Кукузелі.
В епоху Османської експансії християнська духовна традиція змушена була перейти до катакомбного чи монастирського стану. Та незважаючи на утиски османів духовно-літургійна традиція, переплітаючись з народною музикою, зуміла зберегтися.
А з часів національного відродження почалося й духовне відродження македонців, а за ним залунала християнська музика по краю. Церковні піснеспіви залунали у всіх церквах та світських дійствах. І незважаючи на період атеїзму Югославії — Македонія виступила своїм історичним Охридським духовно-християнським анклавом. Тому уже з кінця ΧΧ століття в країні популярні християнські традиційні свята та фестивалі духовної музики, в яких беруть участь: як духовно-монаші чини чи професійні музиканти-співаки так й прості аматорські колективи, хори. В 1961 році в церкві Святої Софії в Охриді було започатковано фестиваль класично та духовної музики, який, з часом, переріс в велике масштабне дійство, відоме на всю Європу — Фестиваль «Охридське літо», через десятиліття відомі уже фестивалі духовної музики: в Струзі — «Струзька музична осінь» духовної музики в церкві святого Георгія.

### Академічна музика
В кінці ΧΙΧ-го століття, в часи національного пробудження, з'являються перші македонські хори і оркестри, які послуговувалися репертуаром традиційним та класичним, записаним на нотах (в попередній турецькій традиції переважала «музика на слух» і без запису в нотному стані), таким чином, поступово були замінені турецько-світські чалгії, появилися численні невеличкі груп музик-виконавців на народних інструментах. Сформовані, в ті часи, соціально-культурні умови сприяли виникненню культурно-просвітницьких товариств, які об'єднували місцеву інтелігенцію і відіграли помітну роль у становленні національної музичної культури.
У 1894 році було започатковано перше культурне і мистецьке об'єднання — у місті Велесі, а музична складова була його провідним напрямком діяльності. Уже наступного, 1895 року, в Скоп'є організується духовий оркестр. А в 1907 році — співоче товариство «Вардар». З 1908 року по Македонії починає концертувати культурно-митецьке товариство в Бітолі, яке об'єднувало хорову і оркестрову секції.
Першим класичним та професійним македонським музикантом вважають Атанаса Бадева, який народився в Прилепі в 1860 році, а потім навчався музики в Одесі і в Московській академії музики, зберігся лише один його музичний твір — «Літургія для мішаного хору». Цей учень Римського-Корсакова і Балакірєва був збирачем народної музики, він першим встановив ритмічні і метричні особливості македонської фольклорної музики.

Патріарх македонської академічної музики — Тодор Скаловський

Після Першої світової війни значного поширення набуває хоровий спів. У багатьох містах організовуються співочі товариства, найактивнішими зачинателями хорового руху стали сербські музиканти П. Ж. Іліч і С. Шівачек. А черговою віхою академічної македонської музики стала діяльність сербського просвітителя-музиканта Стевана Стояновича Мокраняка, чиї твори на початку ΧΧ-го століття набули великої популярності в Македонії, а після того як останні роки свого життя він провів у Скоп'є — ще більше пожвавилося музичне мистецтво країни. Знаковим стало зачинання в столиці краю, Мокраняк Хору, заснованого в 1922 році, який зіграв помітну роль у розвитку музичного життя в Македонії (відкривала цей хор і, в подальшому, школу музики — С. Арсич). А продовженням того стало відкриття Школи музики Стевана Мокраняка в Скоп'є у 1934 році, роботі якої активну участь узяли: Трайко Прокоп'єв і Тодор Скаловський, обидва, пізніше, стали видатними македонськими композиторами і засновниками сучасної македонської академічної музики, разом зі Стефаном Гайдовим, Живко Фірфовим і Петром Богданов-Коцко.

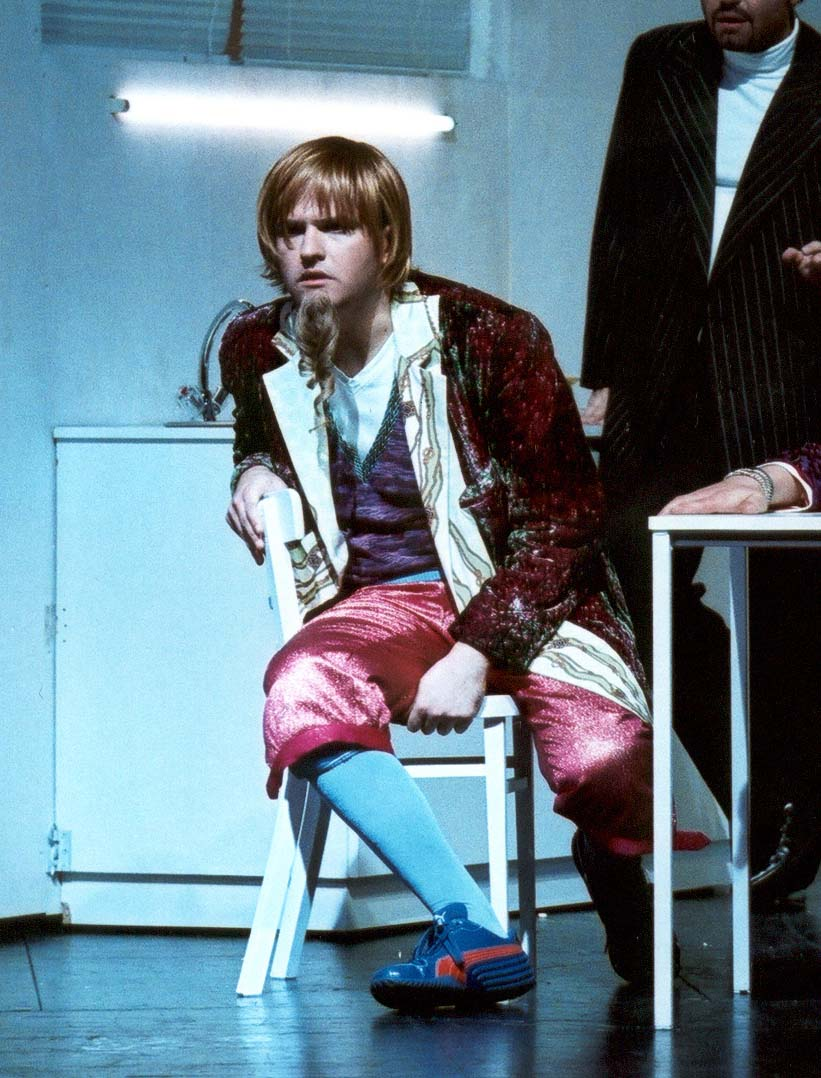
Благой Нацоски на оперній сцені

Уже наприкінці Другої світові війни, тільки-но звільнили Македонію від німецьких окупантів почали формуватися громадські македонські інституції, однією з яких став Македонський Філармонійний Оркестр, створений в 1944 році і очолений Тодором Скалковським. А 19 січня 1947 року була сформована Асоціація музикантів Македонії, що базувалася в будівлі Радіо Скоп'є, в якій закладено основи музичного життя молодої Македонської республіки. Очільниками цього творчого об'єднання були Петро Богданов-Коцко (голова), Тодор Скаловський, Славко Костовський, Василь Кйортосев, Живко Фірфов, Драган Джаконовський-Спато і Олександр Салевський. Основними програмними цілями асоціації було визначено: збереження народної музики, як частини багатих народних традицій Македонії, створення етно-музикознавчих установ, що спрямують свою діяльність на збирання та запис взірці національної та етнічної музики в краї; вдосконалення хорових практик; перетворення музичних шкіл в центри за інтересами для молодих македонців; популяризація музичної культури в македонському народі.
5 лютого 1947 року на Радіо Скоп'є відбувся перший концерт Симфонічного оркестру під орудою Тодора Скалковського за участю солістів: Дідар Алі (скрипка), Ліліана Костич (фортепіано), Глігор Смокварський (кларнет), й Іван Влахов (альт). У програму були включені твори Моцарта, Шопена та Дворжака. Цей виступ став винятковою подією в музичному житті країни, як і поява п'яти збірок хорових творів македонських композиторів (випущених протягом наступних кількох місяців того ж року).
19 червня 1950 року була зареєстрована Асоціація композиторів Македонії. У той же час, було поставлено перший македонський балет — «Македонська повест» за Глігорем Смокварським. Тоді ж відбулася прем'єра першої македонської опери — «Гоце» від Кирила Македонського, та почали виконуватися перші обширні творчі роботи-симфонії молодих македонських композиторів. Найбільш відзначилося, своїми творчими поривами, уже друге, самодостатнє покоління композиторів Македонії: Благоя Іванівський, Властимир Ніколовський, Такі Хрісіч, Тома Просєв, Томіслав Зографський, Сотір Голабовський, Олександр Лековський, Драган Суплевський і Михайло Ніколовський. Їх роботи репрезентують широкий спектр музичних жанрів і свідчать про значний якісний ріст македонської академічної музики.

Модерновий македонський композитор Димитрій Бужаровский

Класична музика кінця ΧΧ-го століття охарактеризована появою групи молодих, високоосвічених македонських композиторів, у тому числі: Рісто Аврамовськи, Стойче Тошевськи, Олександр Дзамбазов, Стоян Стойков, Любомир Бранголиця, Ілля Ілієвський, Благой Цанєв, Тома Манчев, Славе Димитров, Кирило Тодоровський, Яне Кодзобасія, Димитрій Бужаровський, Гоце Коларовський і Яна Андріївська.
Світову славу македонській класичній музиці привносили оперні співачки Данка Фірфова й Анна Ліпша-Тофовик, балерина Натка Пенушлиська-Мітровска, Павлина Апостолова, Георгій Божиков, Зіна Креля, піаніст Ладислав Палфі та диригент Ванчо Чавдарский. Поєднує академічну класику та електронно-комп'ютерний стиль музикант та композитор Димитрій Бужаровский.
На межі ΧΧ-ΧΙΧ століть в македонській класичній музиці постали нові імена: піаністи Симон Трпчевський та діаспорянин Христіан Спіровський, оперні співаки Невен Силяновський, Благой Нацоскі, Анна Дурловська, Ігор Дурловський і Борис Траянов. Відомими диригентами є Саша Ніколовски-Гюмар, Борян Цанев, Сашо Татарчевський, Бісера Чадловська та Олівер Балабурський, а скрипалі Любіша Кіровськи, Олег Кондратенко, Ганна Кондратенко, саксофоніст Нінослав Дімов, кларнетист Стоян Дімов, басисти Велько Тодевський і Петрусь Петрушевський, гобоїст Гордана Йозифова-Неделковська. Серед композиторів Дарія Андовська, Дам'ян Темков, Валентина Велковська, Соні Петровськи, Горан Начевський, Борис Свєтєв, Михайло Бакрнчев тощо.
Почути та побачити академічні твори та їх виконавців-авторів можна на телебаченні і радіо й, особливо, на щорічних концертах і фестивалях, найбільші з яких: Фестиваль «Охридське літо» та INTERFEST в Бітолі.

## Популярна музика

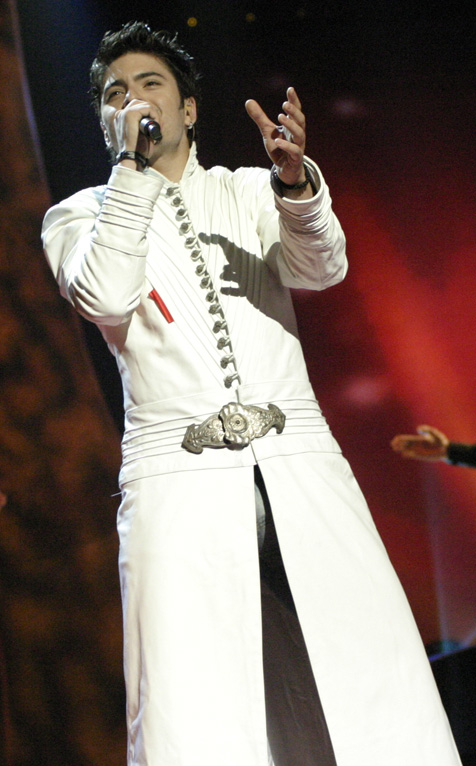
Поп-ідол македонської естради Тоше Проєски

Популярна музика Македонії бере свої коріння ще з часів оттоманів, коли загарбники намагалися витіснити релігійні християнські устої — своїм спільником вони вибрали світську музику, яка була популярною в арабських та турецьких народів. З тих пір в македонському суспільстві відбулося поєднання світської та етно-музики, що принесло свої плоди у вигляді міського стилю чалгії, турецьких арабесок або ж староградської музики.
З настанням епохи національного відродження та ери інформаційних технологій, все різноманітніших форм набувала музична культура, й усе більше вирізнялася вона стилем та формами. Тому вже в середині ΧΧ століття можна було чітко розмежувати популярну музику від етно-музики або ж від класично-академічної музики. Перші приклади македонської попопулярної музики отримали в народі назву — «Забавна музика». Яскравими представниками цього стилю були Зафір Хаджіманов, Веріца Рістеська, Драган Міялковський та інші автори.

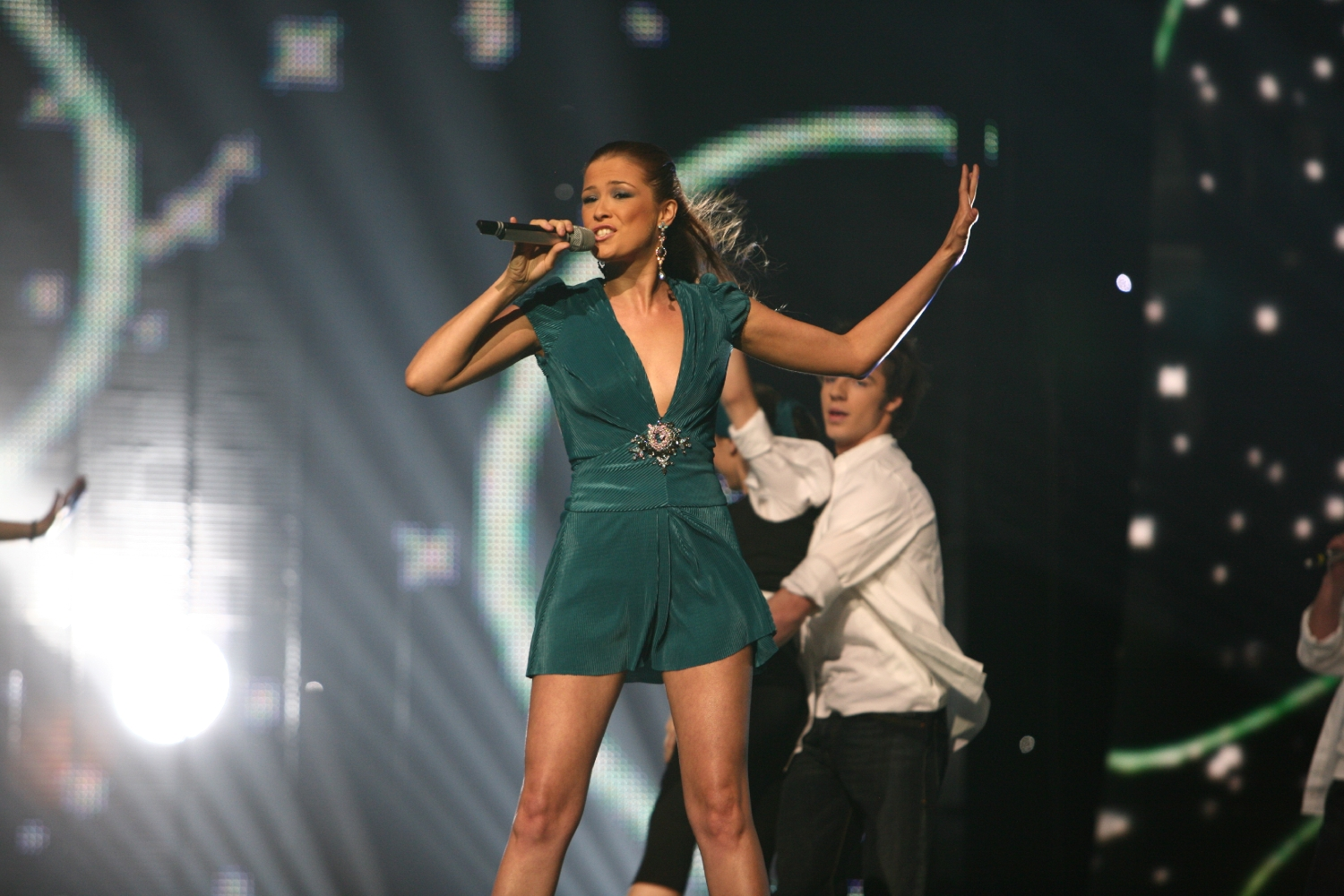
Кароліна Гочева, поп-діва македонської естради

Чим тісніше інтегрувалася Македонія зі світом — тим різноманітніші культурні форми вона черпала і, потім, відображала у своїй музиці, мистецтві, культурі. А чим тривалішою ставала інформаційно-технічна ера — тим якіснішою та чисельнішою ставала й македонська інформаційна та культурна сфера, а значить; і зростала її музична складова й, особливо, популярна музика. За своїм стилем, вона є західного (європейського) типу поп-музика, з впливами народної та східної (турецької) музичних культур.
З часом, в Македонії сформувалася ціла плеяда виконавців поп-музики: суперзірка балканської естради Тоше Проєски (або по народному «Тоше»), Кароліна Гочева, Мая Оджаклієвська, Веріца Рісртевська, Любка Димитровська, Ребека, Гйоко Гйорчев, Єлена Рістеська, Влатко Ілієвський, Влатко Лозановський, Дані Димитровська, Каліопі, Тамара Тодевська, Врчак, Роберт Білбілов, Ламба Алабовський, Йован Йованов, Андріяна Яневська, Христина Арнаудова, Ніколо Бадєв, Кирил Манчевський, Васка Ілієва, Сузана Спасовска, Олександр Сарієвский, Віолета Томовська, Влатко Стефановский, Есма Реджепова, Йованка Житарова, Єлена Георгієва
та інші. Реалізовували себе в поп-музиці й відомі композитори, продюсери: Дарко Димитров, Дамір Іммері, Олексадр Масевський і Григір Копров.

### Етно-поп, поп-фольк стилі

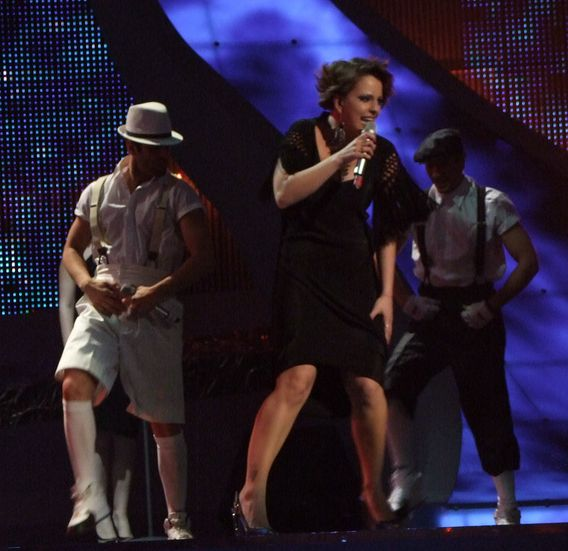
Тамара Тодевська

Оскільки популярна музика Македонії черпала свої коріння в етно-музиці то, навіть, в її сучасній манері виконання зберігаються виразні фольклорні нотки — тому більшість популярних виконавців доволі часто виконують пісні та композиції саме в етно-поп чи в фольк-поп стилі. Багато таких пісень стають хітовими в македонській естраді. До того ж частину відомих і знакових народних пісень македонські виконавці обробили (новими оранжуваннями та додатковими музичними інструментами чи акордами) — тим таки способом творячи етно-поп композиції. А такі обробки, як «Ако одам во Битола» Тоше Проєски — ставали неофіційним гімном міст і селищ Македонії. Додатковим стимулом творення поп-фольк та етно-поп стилю стали численні фольк-радіостанції, які мають у своїй ротації, як чисто етнічні й фольклорні матеріали так і численні взірці поп-фольк музики. Така значна кількість етно-поп музики стала ще однією ознакою македонської музичної культури.

### Джаз

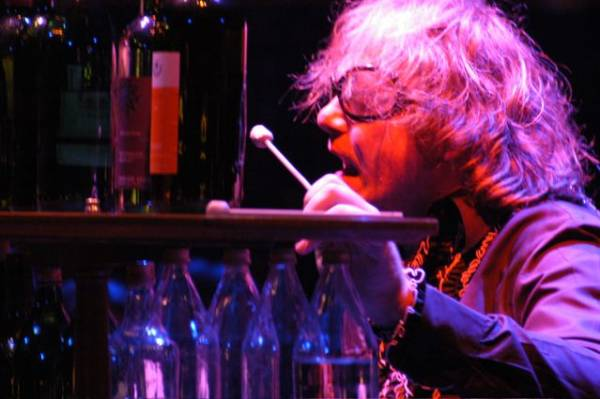
Культовий джаз-віртуоз Зоран Маджиров

Поширення музичних шкіл і створення Македонського філармонічного оркестру сприяло появі значної кількості виконавців, які отримали змогу підвищувати свій професійний рівень. А, згодом, частина з цих музикантів спробували свої сили в різних музичних напрямках, одним із них став Джаз. Численні музичні фестивалі, туристичні атракції для європейських відпочивальників сприяли затребуваності у джазовій музиці (такій популярній у Європі), відтак у македонську музичну культуру увійшов, і надовго, джаз.
Одним з найуспішніших джазових колективів в Македонії став «Джаз Бенд Тавітян Бразерс» (Jazz Brand Tavitjan Brothers) — у складі: Гаро Тавітян, Гаро Тавітян-молодший і Діран Тавітян — вони подорожують по всьому світу і несуть з собою македонську джазову музику в поєднанні з віртуозною грою.
Також відомі світу: джазовий гітарист Тоні Кітановський, вібрафоніст Зоран Маджиров, піаністи Драган Солдатович-Лабіш і Саймон Кіселицький, а також джаз-бенди «Sethstat», «Letecki Pekinezeri», «La Colonie Volvox»
Популярність джазу спричинило до появи численних джаз-музикантів та джаз-бендів, радіо-джазу та джаз-клубів, а невдовзі їх джазові площаки переросли в локальні фестивалі. А згодом в Македонії стали відомі: «Jazz Festival Kavadarci», «Petrovac Jazz & Blues Fest». Найвідомішим, і навіть за межами Балкан, став фестиваль джазу в столиці, Скоп'є, започаткований в 1982 році SJF (Skopje Jazz Festival) — є наймасштабнішим осіннім музичнийм дійством країни.

### Рок-музика

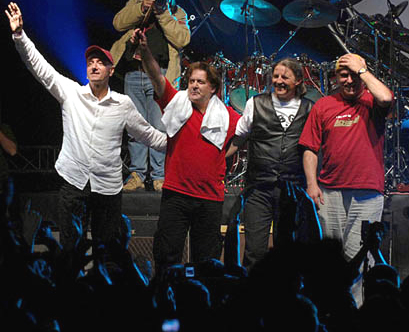
Рок-легенди Балкан гурт «Леб и сол»

За часів виникнення та поширення рок-музики на Балканах македонські музиканти стали в авангарді цього стилю. І, з роками, Македонія стала вважатися Меккою рок-музики Югославії. Найгучніше звучали македонські гурти Леб и сол, Мізар, Анастасија та ще з десяток менш відомих колективів. Потім рукавичку попередників підхопили не менш відомі Архангел, Bernays Propaganda, Падот на Византија, Next Time і, аж до початків ΧΧΙ століття, македонські рок-колективи продовжують гучно заявляти про себе, пробуючи нові стилі та форми.
Іншими рок-формаціями стали панк-рок гурти в Македонії. Перший панк-гурт сформувався ще за часів Соціалістичної республіки Македонії, це був «Fol Jazik», заснований в 1978 році. Після нього, невдовзі, Скоп'є почуло музику «Badmingtons» і «Saraceni» на чолі з Володимиром Петровським Картер. Пізніше, бас-гітарист «Saraceni» Горан Трайковський заснував у Струзі формацію «Afektiven naboj». З початків ΧΧΙ століття під музику «Superhiks», «Two Sides», «Noviot Pochetok» і «Denny Te Chuva» постало вже молодше покоління македонських панків.

### Музика для дітей
На противагу країнам сусідам (Албанії, Греції та Туреччини) в Македонії значно приділяється увага дитячому музичному вихованню. Уже від шкільних років діти залучаються до значної кількості музично-культурних дійств: уроки музики та етнографії, численні фольклорні ансамблі і танцювальні колективи, співочі конкурси та музичні фестивалі. Таким чином, ще з дитячо-юначих років, у 2-мільйонній країні завдяки дитячій музичній культурі й сформувався музичний культ.
Діти Македонії співають дитячих пісень, танцюють фольклорних танків, грають на народних і класичних музичних інструментах. А писати музику дітям вважається найдостойнішим заняттям македонського композитора, чи не кожен майстер музичних композицій в країні долучався до написання таких творів. Водночас, сформувався певний колектив однодумців, композиторів і аранжувальників, які присвятили себе дитячій музиці: Міле Шерденков, Драган Каранфіловський, Міодраг і Мар'ян Нечак, Кіре Костов, Петар Сідовський, Славе Димитров, Мілко Лозановський, Олександр Дзамбазов, Люпко Мірковський, Дарко Міялковський та інші. Частину їх дитячих творів виконують діти й інших, сусідніх, балканських країн.
Всі сучасні й минулі македонські музиканти та співаки вийшли з дитячої музики, яку вони грали та переспівували в дитинстві й юначі роки. Їхнє музикування постало міцними підвалинами в зародженні самобутньої балканської музичної культури. Задля творчого зростання свого молодшого покоління македонське суспільство створило значну кількість музичних майданчиків, а саме: численні конкурси, музичні й етно-фестивалі та розважальні радіо-телевізійні програми. Один з найвідоміших дитячих музичних фестивалів є «Золотий соловей» (Zlatno slavejče), який щорічно проводиться в Скоп'є, має давні традиції в Північній Македонії. Інші, не менш популярні, фестивалі для дітей: «Si-Do» в Бітолі, Калинка в Гевгелії і Супер Зірка також в Скоп'є. Македонія також постійно бере участь у Дитячому Євробаченні, останнім часом досягнуто найкращий результат: 5-е місце за 2007 році.

## Альтернативні, оригінальні музичні напрямки

### Електронна музика

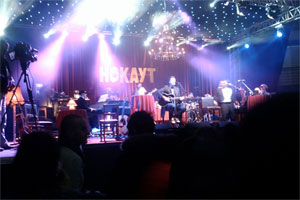
Сучасний македонський гурт «Нокаут», виступ у нічному клубі

З початків ΧΧΙ століття Македонію заполонила електронна музика, яка перекинулася туди із заходу Європи. Будучи туристично привабливим регіоном, Македонія всотувала в себе затребуваність новомодною і електронною музикою відпочиваючих в ній туристів і якщо на перших порах це були заїзджі діджеї, то рік за роком зростало покоління місцевих клубних майстрів музики. Найбільш відомий електро-музикант Кирило Джайковський (колишній член гурту «Bastion»), «PMG Collective», «Robotek», «Novogradska» і «Gotra». Цікавою є музика гурту «Anastasija», яка поєднує звуки народних інструментів та електро.
В Македонії представлені різні напрямки електронної музики: від надто популярного «post-IDM music» до «jazzy-electronic», від «electro tech-house» до «dum'n'bass rhythm» і навіть «folk-electronic». Завдяки такому різноманіттю стилів та популярності електронної музики в Македонії швидко розвинулася клубної сцена, як в туристичних зонах так і в столиці країни та кілька фестивалів; як за участю закордонних ді-джеїв так і місцевих (особливо в літньо-відпочинковий сезон у туристичній місцевості довкола Охридського озера).

### Музика циган

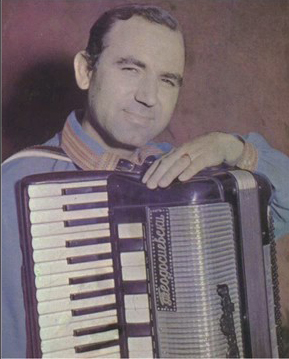
Збирач і покровитель македонської музики циган — Стево Теодосієвський

Довший час, кілька віків, Македонія заселялася циганами, які селилися компактно і відроджували свої традиції та обряди. Опинившись між мусульманами албанцями і слов'янами-християнами цигани стали третьою, за кількістю, меншиною в країні. Через це македонському суспільству довелося прикласти зусиль аби інтегрувати цей етнос до своєї спільноти. Тому культурна інтеграція стала визначальною: у Скоп'є було засновано циганське телебачення і радіо, проводиться навчання на циганській мові, а сама країна є, чи не єдиною в світі, з циганською політичною партією і депутатами. Відтак, ця етнічна меншість змогла зберегти і примножити свою етно-культуру й музику, в тому числі, адже багато циган є професійними музикантами. Невдовзі їх музика привернула увагу гостей та туристів Македонії, а згодом стала цікавою і решті жителям країни.

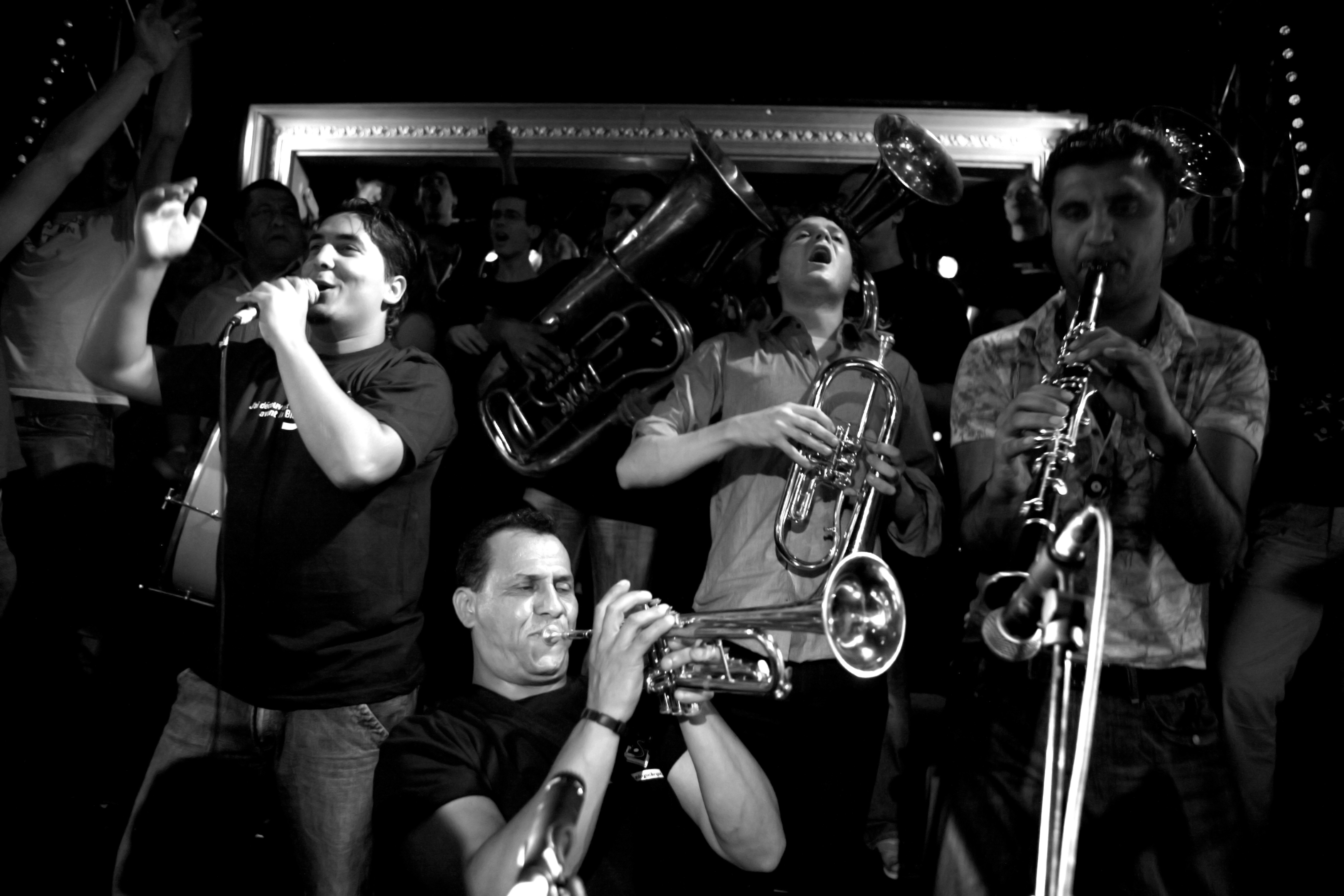
Найвідоміший македонський гурт циганської і етно-музики «Kocani Orchestra»

Найвідомішими представниками циганської культури і музики стали Есма Реджепова, Ферус Мустафов і Стево Теодосієвський, Мугарем Сербежовський. Відома на весь світ циганська співоча діва Есма Реджепова, «королева циган»;
народжена в 1943 році, у віці дванадцяти років вона написала пісню «Chaje Shukarije» (Красива дівчина), яка стала її найпопулярнішим твором, а у віці тринадцяти років склала уже 30 пісень циганською і македонською мовами. У 60-і роки ΧΧ століття її пісні прокотилися по всіх Балканах. Вона виступала перед югославським лідером Тіто, індійкою Індірою Ганді, з концертами об'їздила весь світ: Китай, Африка, Туреччина, Сирія, Єгипет, Мексика, Японія. Есма весь час публічно бореться за відкриті кордони і мир у світі і, після Матері Терези, вона стала одним з найвідоміших емісарів македонської і циганської культури у світі.
Ще одним поціновувачем циганської культури є, знаний у світі, Емір Кустуріца, який у найбільшому циганському селі в світі, в 1987 році фільмував свій кіно-шедевр «Час циган», багато барвистих циганських сцен тоді відзняли в «махала Шутка». Світ захопився яскравим циганським весіллям, емоційними уродинами-хрестинами та іншою звичаєвою і побутовою музикою ромів.
Македонська циганська музика має різні музичні форми: барвисті весільні церемонії, циганські оркестри духових інструментів та етнічні гурти, виконавці чалгії, Gypsy-бенди, віртуози одинаки та таллава-імпровізатори і, навіть, турецькі арабески. Музики-цигани грають на різних музичних інструментах: починаючи від етнічних шупелки чи кавала й закінчуючи сучасними віброфонами чи саксофонами (як маестро Ферус Мустафов). Та, зазвичай, цигани знані весільні музики, зі своїми: саксофонами, кларнетами, акордеонами або клавішними, електрогітарою, бас-гітарою і барабанами. Але, який циган без пісні, тому майже кожен з них є співаком-вокалістом.
Таллава стиль — це свого роду психоделічна весільна музика, яка пов'язана з появою численних циган-біженців з Косово. Таллава-співець, який годинами імпровізує, вихваляючи молодят, гостей, з докладним описом весільних подарунків, і все це він робить під акомпанемент простого клавішника і соло-кларнета. Деякі його «пісні» можуть тривати протягом 40 хвилин, ритм доволі динамічний і підтримується впродовж всього наспіву, викликаючи у слухачів, свого роду, стан трансу.

## Музична індустрія Македонії

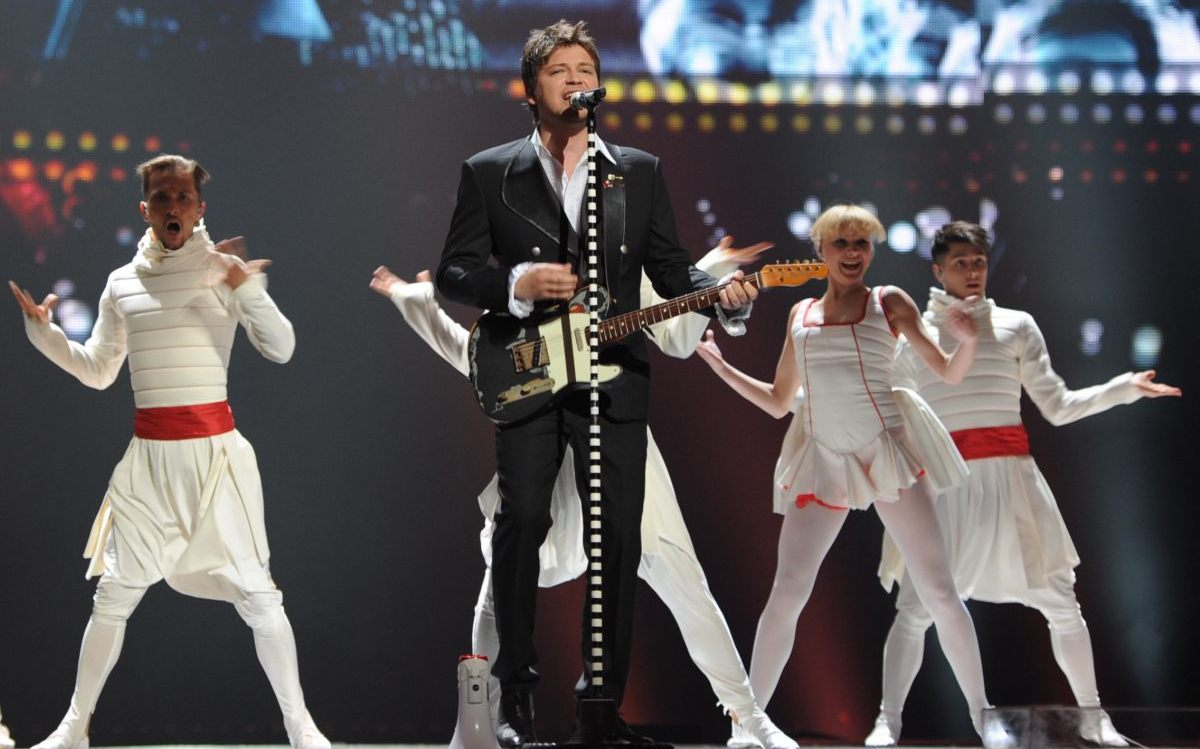
Виступи македонських співаків на європейських музичних форумах: Влатко Ілієвський на Євробаченні

Музична індустрія Македонії дуже тісно інтегрована в загальнобалканську музичну культуру, водночас, з початків ΧΧΙ століття вона все частіше починає виходити на Європейські концертні майданчики. Концерти відомих македонських музикантів-віртуозів, музичних колективів та співаків, випуск їх аудіо-візуальної продукції призводять до розвитку музичної індустрії Македонії. В більшості міст та великих селищ існують музичні клуби та численні радіостанції, відбуваються щорічні фестивалі, конкурси, зросла кількість музичного продукту на телебаченні та радіо, відкриваються музичні школи та збільшується кількість місцевої музичної продукції. З глобальною інтернет-експансією ще більше зросла впізнаваність та поширення македонської музичної культури, з якою вже можна дистанційно ознайомитися в усіх куточках світу.

### Музичні фестивалі

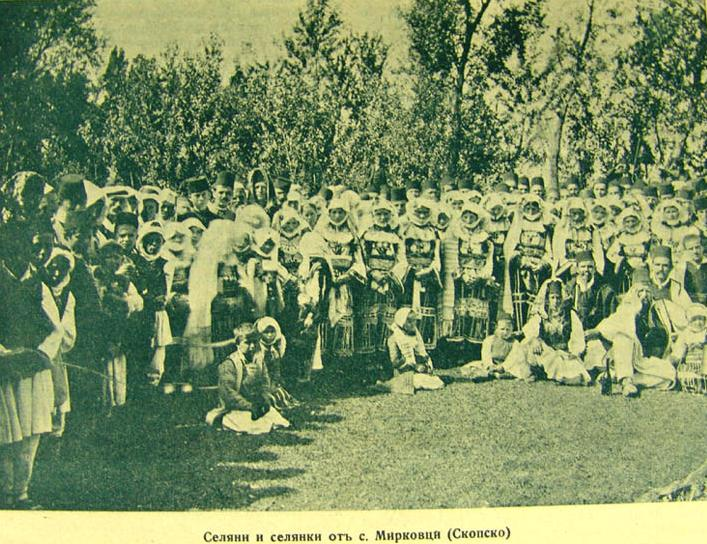
Македонське свято на початку ΧΧ століття

Македонська музична культура завжди пов'язувалася з численними музичними дійствами: святками, фестинами, фестивалями та іншим колективним музикуванням. Відтак, з роками, відбулися трансформації таких локальних свят у більш значущі музичні видовища — фестивалі. А оскільки багатонаціональна Македонія позиціонує себе, як туристично привабливий край — то частина музичних подій перетворилися в масштабні фестивалі, де місцевий люд та туристи можуть приторкнутися до багатогранного музичного мистецтва Македонії.

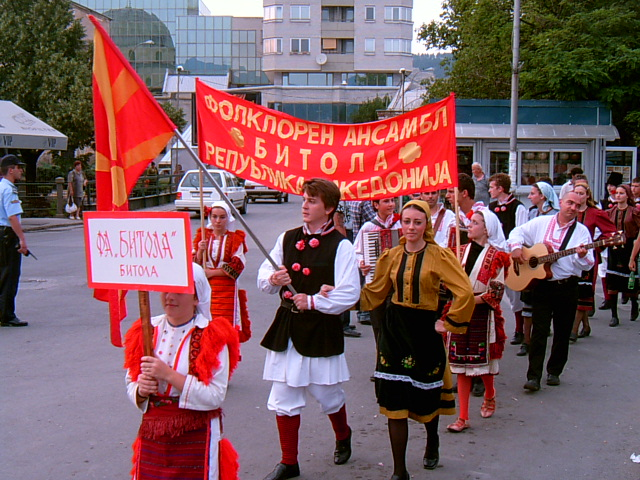
Фестивальна хода на святі в Іліндені

Фестивальна культура Македонії брала початки із давніх святкових традицій-дійств македонського народу, а з 1961 року, коли в місті Охрид, у церкві святої Софії відкрили фестиваль духовної та класичної музики — в країні почалися нові фестивальні рухи:
- «Фестиваль Охридське літо» (Фестивал Охридско Лето)
- «ІнтерФест в Бітолі» — («INTERFEST» — FESTIVAL OF CLASSICAL MUSIC) фестиваль класичної музики в Вітолі

Багато македонців та урядовців опікуються фестивалями народної музики, в яких пропагується музичне мистецтво та обрядовість, з них найгучніші:
- «Фольк-фест у Валандово» (Folk fest Valandovo) в Валандово,
- «Серенада на Широкому полі» (Serenada па Sirok Sokak) в Бітолі,
- «Цвєтніці» (Cvetnici) в Скоп'є,
- «Охридські трубадури — Охрид-Фест» (Ohridski trubaduri — Ohrid Fest) в Охриді.

Македонія відома своїми святами джазу:
- SJF — «Skopje Jazz Festival» — фестиваль джазової музики у Скоп'є;
- «Jazz Festival Kavadarci» — джазовий фест у Кавадарці;
- «Petrovac Jazz & Blues Fest» — фестиваль блюза та джазу в Петроваці.

Молодіжні і ро-фестивалі:
- «Дойди Веслай» (Дојди Веслај) — молодіжний фестиваль рок-музики й метал-музики в Струзі;
- «Dance Fest Skopje» — фестиваль молодіжної культури та танцю в Скоп'є;
- «Tikvesh Rock Fest» — рок-фестиваль в Кавадарці

Дитячі конкурси та фестивалі:
- «Золотий соловей» (Zlatno slavejče) — щорічно проводиться в Скоп'є;
- Міжнародний дитячий музичний фестиваль «Зірочки» (Интернационален детски музички фестивал «Ѕвездички») — відбувається в Прилепі;
- «Si-Do» SIDO Detski Muzicki Festival — в Бітолі,
- Межнародний дитячий музичний фестиваль «ТРА-ЛА-ЛА»[35] — в Бітолі;
- Калинка — в Гевгелії
- Супер Зірка — в Скоп'є.
- Дитячий фестиваль «Поточиня» (Детски фестивал «Поточиња»)

Інші музичні фестини:
- «Galička Svadba» — весільний фестиваль поблизу Дебара
- «Basker Fest» — вуличний фестиваль в Скоп'є[36].

### Концертні майданчики
В Північній Македонії наявні різного роду концертні майданчики; як базового початкового рівня так і масштабні концертні майданчики на яких проводяться чисельні дійства й фестивалі. Також наявні професійні кадри для обслуговування сцени та концертів.
Найбільшими сценами академічної музики є концертний зал Dom Na ARM, в якому проводяться концерти Македонської філармонії а також сцена Національного театру, де з 1980-х років даються вистави Македонської опери та балету.
Концерти початкового рівня, зазвичай, відбуваються в клубах культури чи акторських залах при навчальних закладах і на відкритих майданчиках в парках відпочинку чи історичних місцин (в туристично привабливих місцях). В країні широко розвинута індустрія відпочинку з закладами громадського харчування та клубами — які також намагаються залучити до себе майстрів співу чи музики.
Концертними майданчиками вищого рівня вважаються театри та концертні сцени, радіо-студії та знімальні зали при телестудіях. А для масштабних музичних дійств використовуються стадіони, великі фестивальні площі.

### Музика на радіо і телебаченні

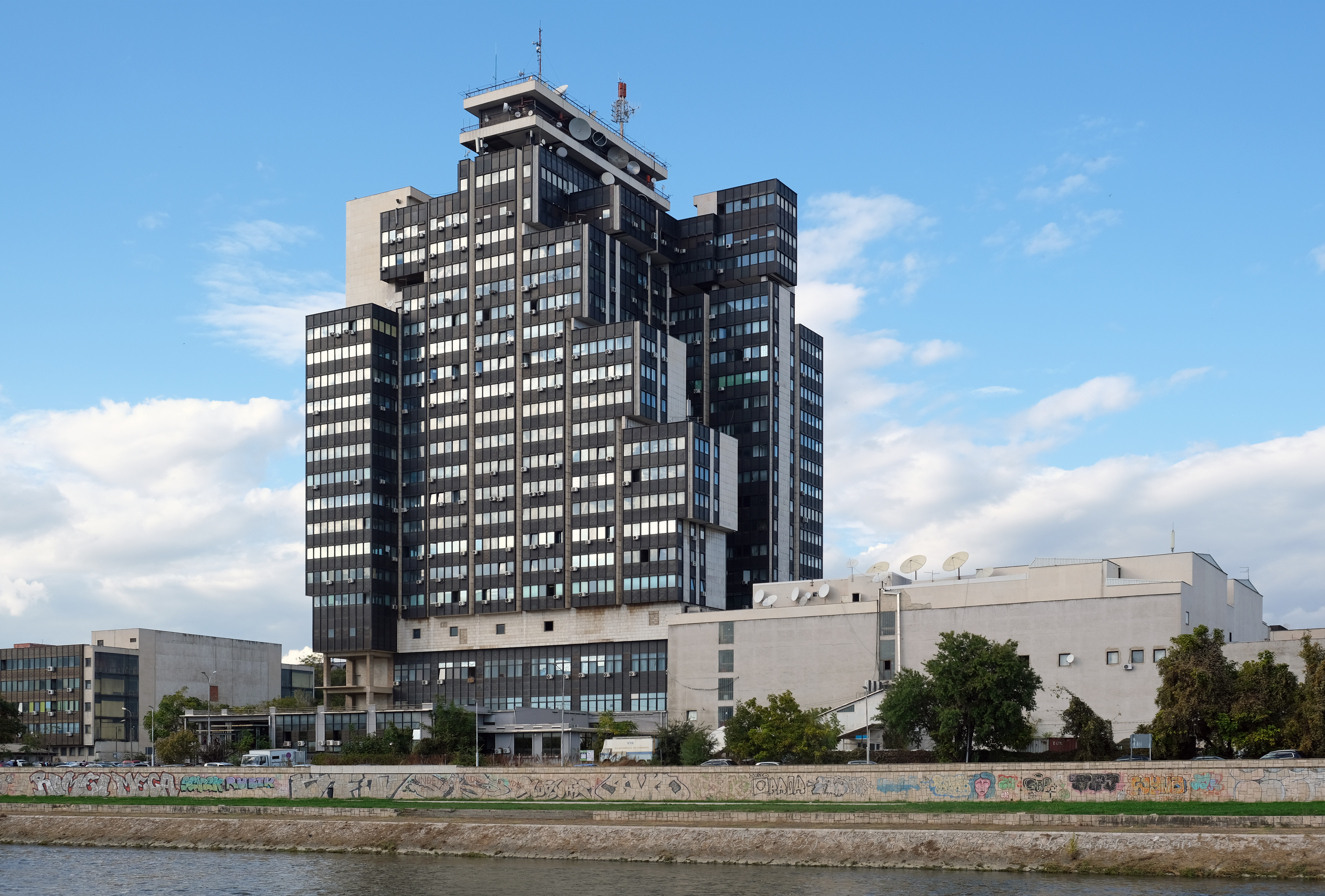
Македонський радіо-телевізійний центр — культова місцина македонської музики

З появою радіо на теренах Македонії, воно почало відігравати значну роль у розвитку македонської спільноти, і, особливо, її культури та музики. Якщо в перші часи радіо несло більше інформаційну складову, то з роками додалася і пізнавально-розважальна. А на межі ΧΧ-ΧΙΧ століть розважальність радіоефіру стала визначальною. Наразі, в країні дуже сильно розвинута мережа радіостанцій, які поділяються на загальнодержавні, етнічні та комерційні ФМ-станції.
Загальнодержавні радіостанції: Antenna 5, Kanal 77, Makedonsko Radio 1, Makedonsko Radio 2, Makedonsko Radio 3, Metropolis Radio.
Місцеві радіостанції засновані в кожній общині країни (а в найбільших общинах наявно до десяти таких станцій) яких налічується уже більше 100, а з епохою інтернету свою нішу зайняли ще й інтернет-радіостанції.
Північна Македонія охоплена значною телевізійною мережею. Ключовими є загальнодержавні телевізійні канали, а з кінця ΧΧ століття почали розвиватися й місцеві та нішеві телевізійні студії.